# Moustache
"Moustache" je píseň francouzského tria Twin Twin. V květnu 2014 reprezentovala Francii na Eurovision Song Contest 2014 v Kodani, Dánsku, kde se ve finále umístila na posledním místě se 2 body.

## Kontroverze
Píseň se dočkala obvinění z plagiátorství, protože melodie se zdánlivě podobá písni "Papaoutai" od belgického zpěváka Stromae, i když píseň byla napsána jeden rok před ním.

## Videoklip
Videoklip písně byl vydán 17. března 2014. V něm členové skupiny vystupují v soutěži a Lorent Idir (frontman) v ní chce zoufale vyhrát knírek. Video bylo režírované společností Guillaume Coulpier of Extermitent Production.

## Žebříčky
| Žebříček (2014)                       | Nejvyšší pozice |
| ------------------------------------- | --------------- |
| Rakousko (Ö3 Austria Top 40)          | 60              |
| Francie (SNEP)                        | 115             |
| Německo (Media Control Charts)        | 89              |
| Irsko (IRMA)                          | 79              |
| Švédsko (Sverigetopplistan)           | 53              |
| Spojené království (UK Singles Chart) | 89              |